# ARA San Luis (D-10)
«Сан Луїс» (ісп. ARA San Luis (D-10) — військовий корабель, ескадрений міноносець типу «Буенос-Айрес», що перебував на озброєнні військово-морського флоту Аргентини у 1930-1970-х роках.
«Сан Луїс» був закладений на верфі британської компанії John Brown & Company у Клайдбанку. 23 серпня 1937 року він був спущений на воду, а 23 березня 1938 року увійшов до складу ВМС Аргентини.

## Історія служби
16 вересня 1955 року «Сан Луїс» підтримав самопроголошену «Визвольну революцію» («Revolución Libertadora»).